# گمینا کوواچکووو
گمینا کوواچکووو (به لهستانی:  Gmina Kołaczkowo) یک گمینا در لهستان است که در شهرستان وژشنگا واقع شده‌است. گمینا کوواچکووو ۱۱۵٫۹۵ کیلومتر مربع مساحت و ۶٬۰۹۷ نفر جمعیت دارد.